# Rosalia Stähr
Rosalia Stähr (* 16. September 1990 in Peine) ist eine deutsche Tischtennis-Nationalspielerin.

## Werdegang
Die Defensivspielerin Rosalia Stähr begann ihre Karriere beim Verein TTS Borsum. In der Jugend erzielte sie zahlreiche nationale und internationale Erfolge. 2004 und 2005 wurde sie Deutscher Meister im Doppel mit Amelie Solja bei den Schülerinnen. Mehrmals nahm sie an Jugend-Weltmeisterschaften und Europameisterschaften teil. 2005 wurde sie Schülerinnen-Europameister im Doppel mit Amelie Solja durch einen Sieg im Endspiel gegen die Ungarinnen Barbara Barasso/Alexa Szvitacs. EM-Silber holte sie noch 2008 im Teamwettbewerb und im Doppel mit Amelie Solja. Bei der Weltmeisterschaft 2008 gewann sie Bronze mit der Mädchen-Mannschaft.
Mit der Damenmannschaft vom TTS Borsum spielte sie bis 2001 in der Verbands- und Oberliga. Danach schloss sie sich dem TSV Kirchrode (der 2004 mit Hannover 96 fusionierte) an. 2003 wechselte sie zum SV Bolzum in die Regionalliga, 2005 zum TuS Glane, wo sie in der 1. und  2. Bundesliga spielte. Als Glane 2009 seine Profiteams auflöste, kehrte Stähr zu Hannover 96 in die 1. BL zurück. Nach dessen Abstieg 2010 wurde sie von der SV Böblingen verpflichtet. Nach einem Zwischenspiel von 2013 bis 2015 bei NSU Neckarsulm in der 2. Bundesliga kehrte sie wieder nach Böblingen zurück.
Im Dezember 2010 wurde Rosalia Stähr für ein Länderspiel der Erwachsenen gegen Spanien nominiert. Hier verlor sie das Einzel gegen Zhu Fang mit 0:3.
Ende 2019 oder Anfang 2020 heiratete Rosalia Stähr und heißt nun Behringer.